# Imke Rust
Imke Rust (* 7. Februar 1975 in Windhoek, Südwestafrika) ist eine Künstlerin aus Namibia und ehemalige Kuratorin der National Art Gallery of Namibia.

## Leben
Imke Rust ist die Nachfahrin einer weißen Missionarsfamilie, die in das damalige Deutsch-Südwestafrika auswanderte. Sie studierte Kunst an der Universität von Südafrika und schloss das Studium mit einem Bachelor of Arts ab. Als Künstlerin ist sie bekannt für das Experimentieren mit neuen Techniken und Bilder mit politischer Aussage zu Themen wie Herrschaft und Gewalt. Sie gewann zweimal den ersten Preis auf der Standard Bank Namibia Biennale (2001 und 2005).
Die Künstlerin verbrachte auf Einladung des Berliner Künstlerprogramms des DAAD und durch ein Stipendium der Bremer Bürgerschaft und der Bremer Heimstiftung unterstützt drei Monate (März bis Mai 2006) in Deutschland. Die Geschichte der Stadt Bremen ist eng mit Namibia verbunden. Ihre Werke wurden neben denen von Michael Weisser vom 28. April bis 25. Mai 2006 in der Ausstellung „Namib“ unter der Schirmherrschaft des Goethe-Zentrums Namibia im Medienzentrum von Bremen gezeigt. Es folgten unter anderem Ausstellungen vom 4. bis 27. Oktober 2006 im Besucherzentrum des Bundespresseamtes, von 16. November bis 8. Dezember 2006 im Rathaus von Berlin-Reinickendorf und vom 27. Juli bis 6. August 2010 in der Bank Windhoek Omba Gallery.
Rust ist mit dem hauptberuflichen Filmeditor und nebenberuflichen Musiker Steffen Holzkamp verheiratet. Das Paar lebt abwechselnd in Brandenburg und nahe Windhoek.

## Künstlerische Auszeichnungen und Stipendien (Auswahl)
- 2004 Zentrum, Windhoek, im Auftrag der deutschen Botschaft und dem Goethe Zentrum, als Teil der Deutschen Kulturwochen
- 2004 3ter Preis Kategorie: Skulptur, National Ceramics Biennale, PAN.
- 2005 Erster Preis (Overall Winner), Standard Bank Namibia Biennale
- 2006 Bremer Kunststipendium (Bremer Abgeordnetenhaus/Heimstiftung): Künstlerisches Stipendium in Bremen, Deutschland (März – Mai 2006)
- 2006 DAAD ‘ArtistsinBerlin Programme Künstlerisches Stipendium in Berlin, Deutschland (September – Oktober 2006)
- 2007 Beirat des Goethe Zentrum/NamibischDeutsche Stiftung, Windhoek
- 2008 Huang Hua Art Project: dreiwöchiger Arbeitsaufenthalt in Peking mit dem schwedischen Künstler Torsten Jurell.
- 2008 woman, September 2008, Wild Art Gallery, Franco Namibian Cultural Centre, Windhoek
- 2010 Made in China, Juli, Bank Windhoek Omba Gallery, Windhoek
- 2010 Goldgräberstimmung, Grafik Galerie Neumann, Berlin
- 2011 Juror der “shared experiences” Jury für Bildende Kunst (20. Juli 2011) gemeinsam mit 5 weiteren Fachleuten aus Namibia und Berlin: Prof Hercules Viljoen, Ervast Mtota, Peter Herrmann, Gabrielle Horn, Christoph Tannert
- 2011/12 Stipendium des National Arts Council of Namibia zur Unterstützung ihres Land Art Projektes
- 2012 Auszeichnung bei dem Our Coast Your Photo Wettbewerb
- 2012 Gründungs- und (ehemaliges) Vorstandsmitglied der Visual Artists of Namibia Association (VAN Einzelausstellungen 2012)
- 2015 CoKuratorin der Ausstellung ‚Understanding’ in Charkiv, Ukraine, September 2015
- 2016 Einladung zur International LandArt Maastricht 2016 und Stories of Rain – Global Nomadic Art Project South Africa
- 2016 Öffentliche Skulptur im Auftrag des deutschen Konsulats in Dnipropetrovsk, Ukraine

## Dauerausstellungen
- Graphothek, Berlin
- Art Gallery of Namibia, Windhoek
- Arts Association of Namibia, Windhoek
- European Union, Windhoek, Namibia
- Etosha-Nationalpark, Namutoni – Permanent Land Art Installation, Namibia